# 2020年阿夫哥耶爆炸案
2020年阿夫哥耶爆炸案是2020年1月18日發生於索馬利亞阿夫哥耶（位於首都摩加迪休西方約30公里）的汽車炸彈爆炸事件，共造成5人死亡（包括一名自殺炸彈客）與約20人受傷，傷亡者多在當地修路的土耳其建築包商雇員與索馬利亞警員，事發時許多警員與工程師正在用午餐。傷者隨後被送往摩加迪休的艾爾多安醫院救治。
索馬利亞青年黨宣稱其犯下此案，並表示其攻擊的目標即為土耳其包商與索馬利亞警方。土耳其國防部在推特發文表示以最高程度譴責此針對索馬利亞平民的攻擊事件。